# Ranbir Singh
Ranbir Singh. (agosto de 1820-septiembre de 1885). Hijo de Gulab Singh, el primer Maharaja de Jammu y Cachemira, jefe del clan familiar Jamwal Rajput.
Fue un gran estudioso de la cultura clásica persa, adquiriendo además conocimientos en pashtu, sánscrito e inglés. Conquistó la cordillera del Transhimalaya, llegando a territorios como Gilgit, Astore, Hunza y Nagar, anexándolos al territorio de Jammu y Cachemira.
Falleció en septiembre de 1885 siendo sucedido por su hijo Partab Singh.
| Predecesor: Gulab Singh | Maharaja de Jammu y Cachemira 1857-1885 | Sucesor: Partab Singh |

- Datos: Q3694970
- Multimedia: Ranbir Singh of Jammu and Kashmir / Q3694970